# DNA polimerasi III
L'oloenzima DNA polimerasi III è il principale complesso enzimatico (numero EC 2.7.7.7) coinvolto nella replicazione del DNA procariotico, scoperto da Thomas Kornberg (figlio di Arthur Kornberg) e Malcolm Gefter nel 1970 in Escherichia coli. Tale complesso ha un'alta processività (numero di nucleotidi aggiunti ad ogni legame), e, riferendosi alla replicazione del genoma di E.coli, lavora assieme ad altre quattro DNA polimerasi (Pol I, Pol II, Pol IV, Pol V). Essendo il principale enzima coinvolto nella replicazione, la DNA Pol III ha anche capacità di proofreading (attività esonucleasica 3'-5') che corregge errori di replicazione. Svolge il suo compito associata, nel suo stato attivo, ad un complesso di maggiori dimensioni chiamato replisoma, situato presso la forca di replicazione.

## Componenti

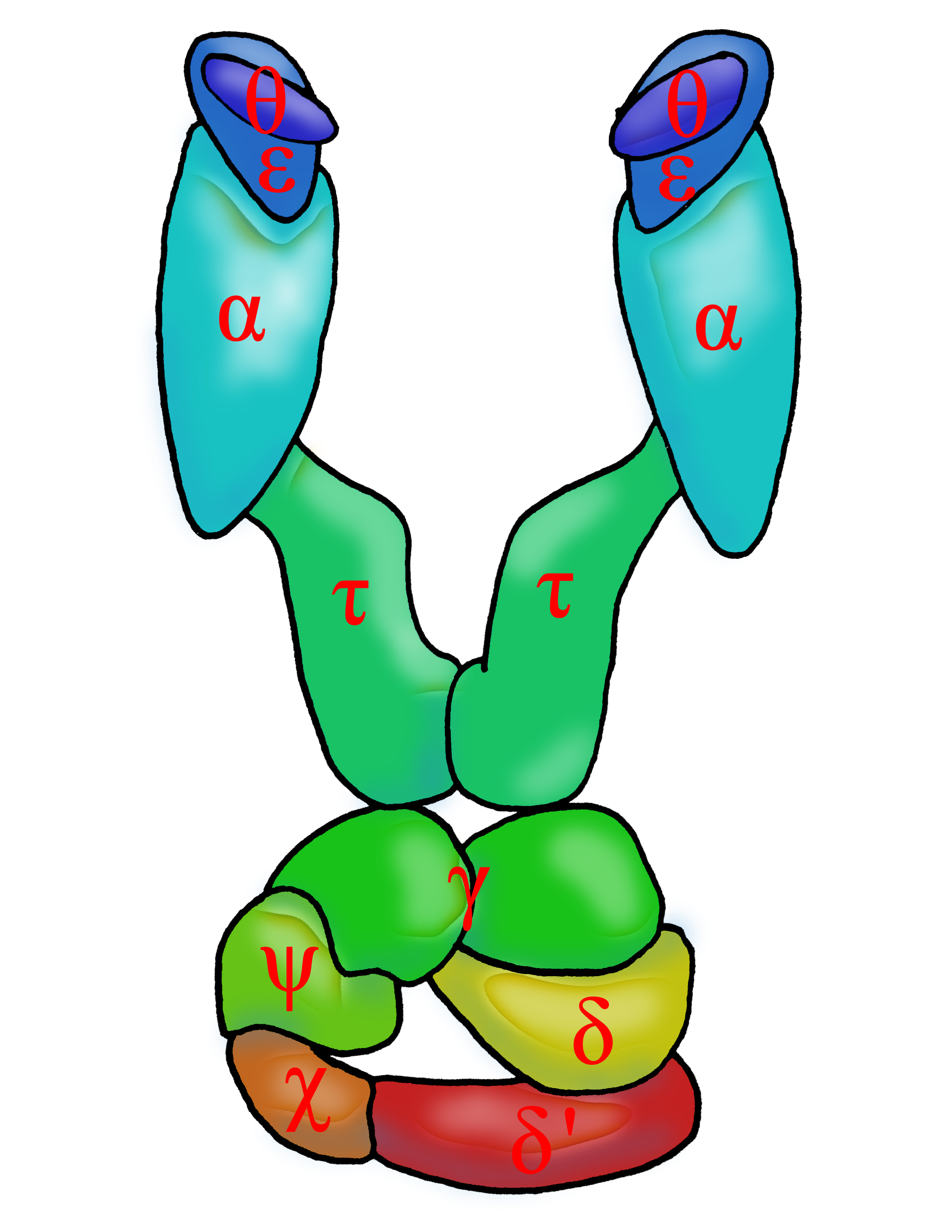
rappresentazione schematica della DNA polimerasi III* con le relative subunità.

L'oloenzima, che ha massa molecolare di circa 900 kD, è costituito dai seguenti componenti:
- 2 nuclei di polimerizzazione, o core, costituiti ciascuno da:  
  - la subunità α (129,9 kD) compie l'attività di polimerizzazione;
  - la subunità ε (27.5 kD) compie l'attività di proofreading;
  - la subunità θ (8,6 kD) serve per stimolare la esonucleasi.
- due unità τ (71,1 kD) (o un dimero τ) che connettono i 2 core enzimatici.
- un complesso γ (ATPasi DNA dipendente) che lavora come morsa per i frammenti di Okazaki ed aiuta l'anello β a legare il DNA (clamp loader). Il complesso γ è costituito da 5 subunità:
  - la subunità γ (47,5 kD) che lega ATP;
  - la subunità δ (38,7 kD) che lega β;
  - la subunità δ' (36,9 kD) che lega γ e δ;
  - la subunità χ (16,6 kD) che lega le proteine SSB;
  - la subunità ψ (15,2 kD) che lega χ e γ.

Oltre alle precedenti, vi sono svariati anelli β (o sliding clamp) (40,6 kD) indipendenti che si legano due per volta al complesso nella funzione di morsa per il DNA: fanno sì che la polimerasi sia attaccata al DNA. L'anello β è formato da due subunità omodimeriche β.
Tutte le precedenti subunità, nel loro insieme, formano il complesso enzimatico formalmente definito oloenzima DNA polimerasi III, mentre senza anello β parliamo di pol III*. I core più il dimero β sono detti pol III'.

## Funzionamento

### Assemblaggio
La premessa necessaria all'assemblaggio della DNA pol III è l'apertura della forca di replicazione tramite un'elicasi, a cui, tramite un connettore, si lega il clamp loader (complesso γ). A questo punto avvengono una serie di passaggi in rapida successione:
- Inizialmente il clamp loader, dopo aver legato un anello β, idrolizza una molecola di ATP e carica l'anello su un complesso DNA stampo-primer (questo costituirà il filamento leading);
- Legando il DNA, l'anello β modifica la conformazione del clamp loader, che acquisisce un'elevata affinità per il nucleo polimerasico. In questo modo il vero core catalitico della polimerasi si lega al DNA: lo scopo dell'anello β è proprio "legare" il complesso al filamento;
- Il dimero τ svolge la sua funzione di "dimerizzazione" e lega il secondo nucleo polimerasico, associato ad un altro anello β.

Ciascuno dei due complessi dell'oloenzima sintetizzerà ora, rispettivamente, uno dei nuovi filamenti di DNA, a una velocità di circa 1000 nucleotidi al secondo. Analizziamo ora in dettaglio il complesso meccanismo per la replicazione del filamento lagging.

### Replicazione delfilamento lagging
Mentre una volta che viene ancorato all'enzima il filamento leading non perde più affinità con il core catalitico (se non dopo più di 500000 basi, facendone una delle polimerasi a più alta affinità per la catena nucleotidica, proprio grazie allo sliding clamp), la sintesi del filamento lagging richiede una serie di passaggi ciclici, durante i quali verranno continuamente attaccati e rilasciati nuovi anelli β dal filamento. Questo perché essendo la polimerizzazione obbligatoriamente in direzione 5'-3', per riuscire a sintetizzare continuativamente in direzione opposta la polimerasi è costretta a creare una serie di loop consecutivi con il filamento.
Il primo passo è il caricamento di un anello β sul clamp loader (ad assemblaggio completato), che, con idrolisi di ATP viene aperto dalla subunità δ e caricato sul DNA.